# Laura Pape

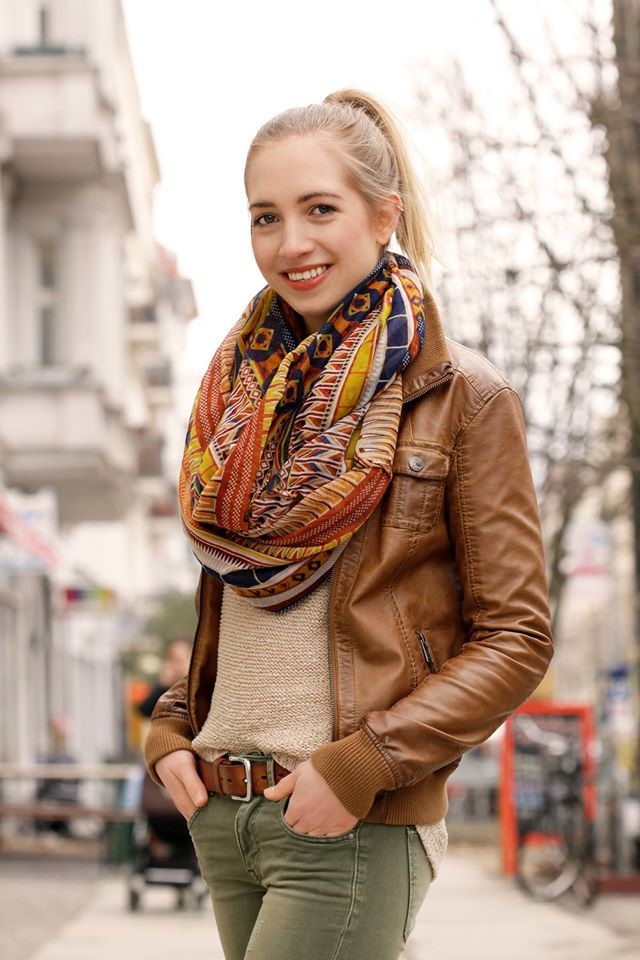
Laura Pape (2013)

Laura Pape (* 13. Oktober 1993 in Hannover) ist eine deutsche Autorin. Sie wurde durch ihr autobiografisches Buch über ihren Kampf gegen die Magersucht bekannt.

## Biografie
Laura Pape wuchs in Garbsen in der Region Hannover auf. In ihrer Heimatstadt besuchte sie das Geschwister-Scholl-Gymnasium Berenbostel. Ein in der 10. Klasse absolviertes Schülerpraktikum bei der Leine-Zeitung Garbsen, einer Heimatzeitung der Verlagsgesellschaft Madsack, bestärkte ihren Wunsch, schriftstellerisch tätig zu werden.
Nach der 11. Klasse musste sie das Gymnasium für einen Klinikaufenthalt wegen Magersucht verlassen. Sie besiegte die Magersucht und verarbeitete ihre Erfahrungen mit der Krankheit 2013 in ihrem ersten Buch Lebenshungrig – Mein Weg aus der Magersucht. Ein besonderes Merkmal ihrer Autobiografie ist das positive Ende, in dem sie ihren Genesungsweg nachzeichnet. Pape schrieb das Buch, um anderen Betroffenen Mut zu machen und deren Angehörigen über die psychosomatische Erkrankung aufzuklären.
Anschließend machte sie eine Ausbildung zur Kauffrau für Dialogmarketing bei der Mediengruppe Madsack. Gleichzeitig arbeitete sie als freie Mitarbeiterin in der jungen Redaktion ZiSH der Hannoverschen Allgemeinen Zeitung mit.
Mit Scharfe Schokolade  veröffentlichte Pape 2015 ihr zweites Buch und gleichzeitig ihren ersten Roman. Er behandelt die Themen Liebe, Freundschaft, Erotik und Sex.
Im Jahre 2015 begann Pape ein Redaktionsvolontariat im Bereich Unternehmenskommunikation beim Rundfunksender Radio 21. Sie lebt in Garbsen.

## Online-Petition
Anfang 2014 startete Pape eine Petition über die Online-Plattform Change.org. In der Petition rief sie Heidi Klum und ProSieben dazu auf, in der Castingshow Germany’s Next Topmodel über die Gefahren von Essstörungen und Unterernährung aufzuklären. Über 16.000 Menschen unterschrieben die Petition, woraufhin die Casting-Show auf der ProSieben-Website einen Link auf eine Präventionsseite des Bundesministeriums für Gesundheit setzte. Ihre Buchveröffentlichung und die Petition fand die Aufmerksamkeit der Presse wie der Bild-Zeitung, Werben & Verkaufen, dieStandard.at und der Welt, Pape wurde zu zahlreichen Sendungen im Fernsehen eingeladen.

## Veröffentlichungen
- Lebenshungrig – Mein Weg aus der Magersucht. Schwarzkopf & Schwarzkopf Verlag, Berlin 2013, ISBN 978-3-86265-313-3
- Scharfe Schokolade. Schwarzkopf & Schwarzkopf Verlag, Berlin 2015, ISBN 978-3-86265-431-4